# Маринич Василь Сергійович
Василь Сергійович Маринич — молодший сержант окремого загону спеціального призначення НГУ «Азов» Національної гвардії України, учасник російсько-української війни, що загинув у ході російського вторгнення в Україну в 2022 році.

## Життєпис
Василь Маринич народився 2001 року в селі Тараски Хмільницького району Вінницької області. Після закінчення загальноосвітньої школи в рідному селі здобув медичну освіту. Був призваний на військову службу до військової частини 3008 Нацгвардії у м. Вінниця й вирушив на схід України ще до початку повномасштабного російського вторгнення в Україну. Служив бойовим медиком у батальйоні особливого призначення. Проявив себе відповідальним воїном, на собі витягував з прицільного ворожого вогню побратимів, брав у полон окупантів, рятував життя пораненим захисникам та цивільним. Загинув Василь Маринич у квітні 2022 року в бою з ворогом під селищем Солодким Вугледарської міської громади Волноваського району Донецької області. Медик, ризикуючи власним життям, витяг на собі з-під обстрілів двох поранених командирів та надав їм першу медичну допомогу. Поховали Василя Маринича 14 квітня 2022 року в рідному селі Тараски (з 2020 року — Уланівської сільської територіальної громади) на Вінниччині. Його посмертно нагороджено орденом «За мужність» ІІІ ступеню.

## Нагороди
- Орден «За мужність» III ступеня (2022, посмертно) — за особисту мужність і самовіддані дії, виявлені у захисті державного суверенітету та територіальної цілісності України, вірність військовій присязі [3].